# Pinggau
Die Marktgemeinde Pinggau mit 3164 Einwohnern (Stand 1. Jänner 2019) liegt in der nordöstlichen Steiermark (Österreich) im Gerichtsbezirk Fürstenfeld und im politischen Bezirk Hartberg-Fürstenfeld am Fuße des Wechsels.

## Geografie
Pinggau liegt ca. 20 km nördlich der Bezirkshauptstadt Hartberg im Nordosten des Bezirks. Die Gemeinde wird von der Pinka durchflossen, einem Nebenfluss der Raab. Die Pinka entspringt im äußersten Nordwesten des Gemeindegebietes, das von zahlreichen Zuflüssen entwässert wird.
Pinggau wird im Norden durch den Wechsel begrenzt und hat dort mit dem Niederwechsel (1669 m), dem Irrbühel (1423 m), dem Windhag (1395 m) und dem Hochkogel (1314 m) seine höchsten Erhebungen. Nach Osten hin fällt das Gemeindegebiet zur Pinka hin ab. Pinggau ist mit seiner Nachbarstadt Friedberg zusammengewachsen. Die Gemeindegrenze zwischen den beiden Ortskernen verläuft demzufolge sehr unübersichtlich und ist für Außenstehende nicht klar erkennbar.
Das Gemeindegebiet grenzt im Norden an Niederösterreich (Mönichkirchen) und im Süden an das Burgenland (Pinkafeld).

### Gemeindegliederung
| Katastralgemeinden | Ortschaften in der Gemeinde |
| --- | --- |
| Baumgarten (9,76 km²) Haideggendorf (3,28 km²) Pinggau (2,21 km²) Schaueregg (19,55 km²) Sinnersdorf (2,73 km²) Sparberegg (7,04 km²) Tanzegg (5,28 km²) Wiesenhöf (9,16 km²) | Baumgarten (D) Rosenbichl (R) Dirnegg (R) · Haideggendorf (R) · Koglreith (R) Pichlhöf Pinggau (M) · Schaueregg (D) Neue Glashütte (ZH) Tränktörl (ZH) Sinnersdorf (D) · Sparberegg (R) Pluilis (ZH) Reitbichl (ZH) Steirisch-Tauchen (ZH) · Tanzegg (ZH) · Wiesenhöf (ZH) Brandstatt (R) |
| Legende | |

| In der Spalte Katastralgemeinden sind sämtliche Katastralgemeinden einer Gemeinde angeführt. In der Klammer ist die jeweilige Fläche in km² angegeben. |
| In der Spalte Ortschaften sind sämtliche von der Statistik Austria erfassten Siedlungen, die auch eine eigene Ortschaftskennziffer aufweisen, angeführt. In der Hierarchieebene derselben Spalte, rechts eingerückt, werden nur Ansiedlungen, die mindestens aus mehreren Häusern bestehen, dargestellt. Die wichtigsten der verwendeten Abkürzungen sind: - M = Hauptort der Gemeinde - Stt = Stadtteil - R = Rotte - W = Weiler - D = Dorf - ZH = Zerstreute Häuser - Sdlg = Siedlung - Hgr = Häusergruppe - E = Einzelgehöft (nur wenn sie eine eigene Ortschaftskennziffer haben) Die komplette Liste der Statistik Austria ist in: Topographische Siedlungskennzeichnung nach STAT Zu beachten ist, dass manche Orte unterschiedliche Schreibweisen haben können. So können sich Katastralgemeinden anders schreiben als gleichnamige Ortschaften bzw. Gemeinden. Quelle: Statistik Austria – |

Pinggau setzt sich aus acht Katastralgemeinden zusammen (Stand: 15. Mai 2001):
| Katastralgemeinde | Fläche (ha) | weitere Ortsteile                      |
| ----------------- | ----------- | -------------------------------------- |
| Baumgarten        | 975,58      | Koglreith, Pichlhöf, Rosenbichl        |
| Haideggendorf     | 327,70      | Schäffernsteg                          |
| Pinggau           | 221,34      | –                                      |
| Schaueregg        | 1955,07     | Glashütte, Tränktörl                   |
| Sinnersdorf       | 272,61      | –                                      |
| Sparberegg        | 703,78      | –                                      |
| Tanzegg           | 527,53      | Lafnitzdorf, Schäffernsteg             |
| Wiesenhöf         | 915,70      | Brandstatt, Dirnegg, Steirisch-Tauchen |

Die Gemeinde setzt sich aus folgenden Ortschaften zusammen (in Klammern Einwohner, Stand 1. Jänner 2025):
- Baumgarten (118)
- Dirnegg (184)
- Haideggendorf (242)
- Koglreith (75)
- Pinggau (1331)
- Schaueregg (230)
- Sinnersdorf (263)
- Sparberegg (171)
- Steirisch-Tauchen (181)
- Tanzegg (105)
- Wiesenhöf (181)

Der Hauptort Pinggau bildet mit den Ortschaften Dirnegg, Haideggendorf und Wiesenhöf einen geschlossenen Siedlungsraum.
Die Gemeinde bildet gemeinsam mit Friedberg, Dechantskirchen und Schäffern den Tourismusverband „Wechselland“. Dessen Sitz ist die Gemeinde Schäffern.

### Nachbargemeinden
| Sankt Lorenzen am Wechsel  | Aspangberg-Sankt Peter, Mönichkirchen       | Schäffern |
| Friedberg, Dechantskirchen | Kompassrose, die auf Nachbargemeinden zeigt | Schäffern |

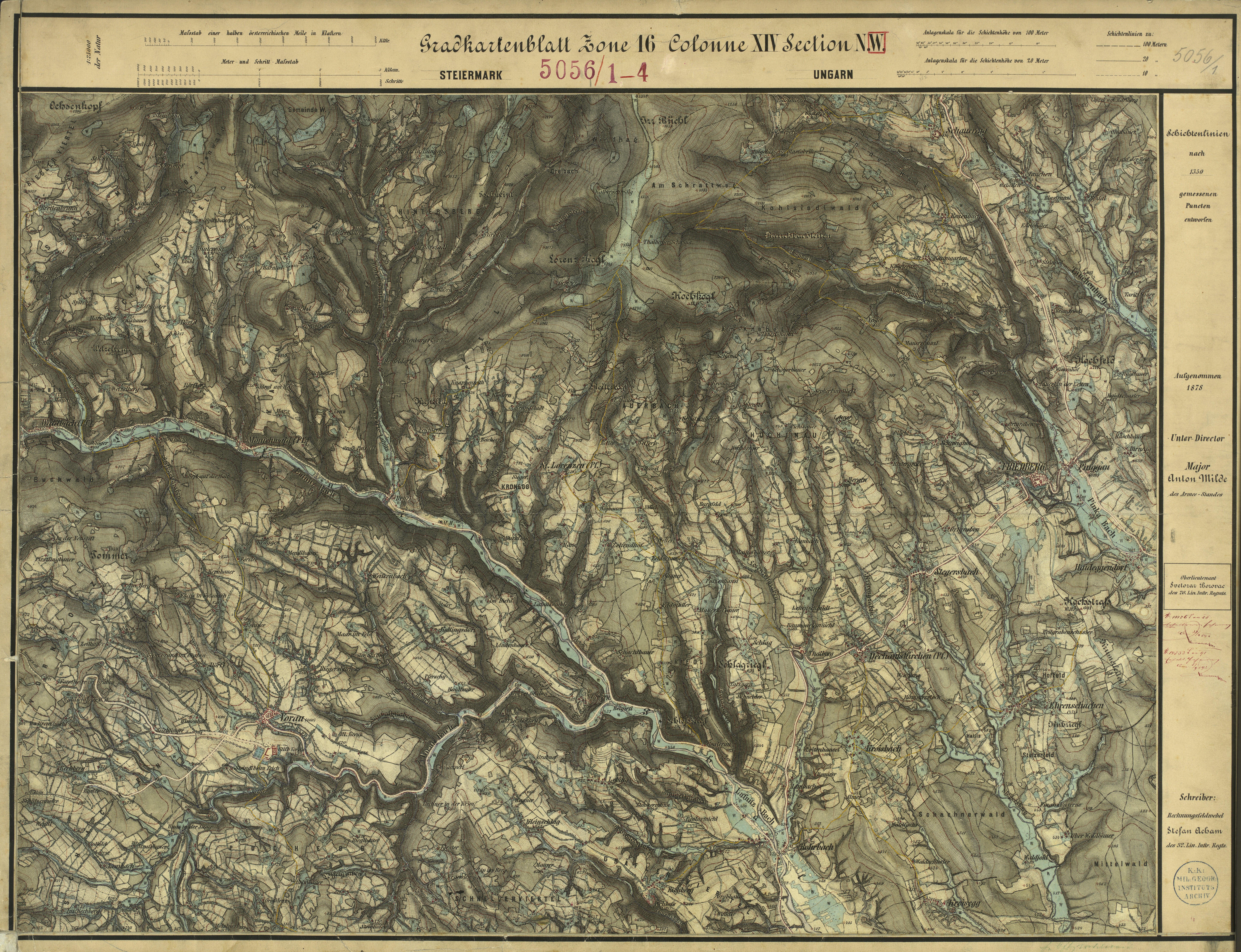
Pinggau (rechts) um 1878 (Aufnahmeblatt der Landesaufnahme)

| Friedberg                  | Pinkafeld                                   | Wiesfleck |

## Geschichte

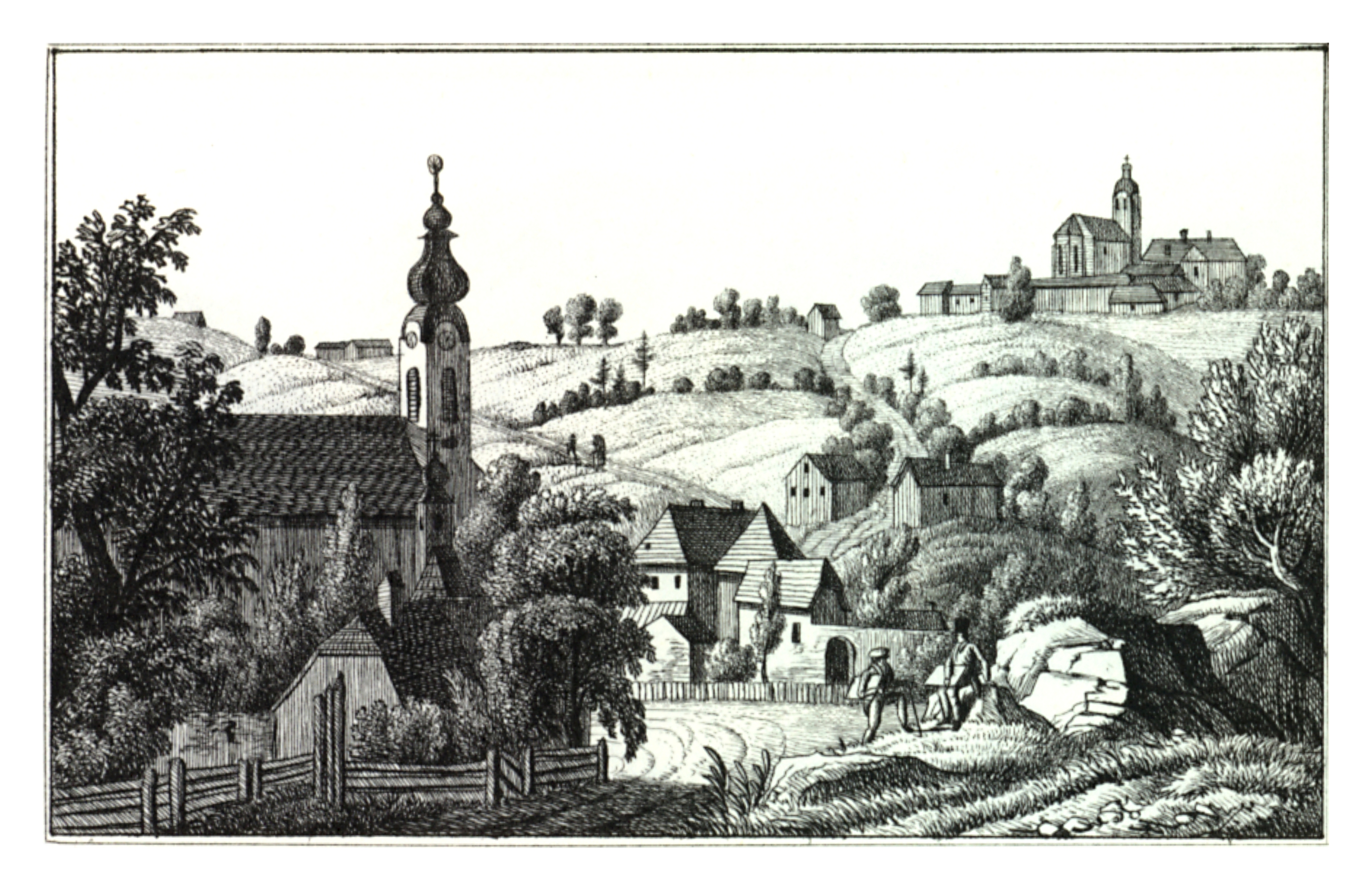
Pinggau, im Hintergrund Friedberg. Um 1820, lith. J.F. Kaiser

Eine frühe Mautstelle beweist, dass Pinggau ein alter Straßenknotenpunkt und die angrenzende Stadt Friedberg nur zu dessen Schutz errichtet worden ist. Trotzdem wurden Pinggau und seine Kirche erst 1377 erstmals erwähnt.
Das Gemeindegebiet umfasste schon bei der Gemeindebildung im Jahr 1849 die heutige Ausdehnung von Schaueregg im Norden bis Sinnersdorf an der ehemals ungarischen Reichsgrenze im Süden. Ausgenommen davon ist die Katastralgemeinde Sparberegg, die mit 1. Jänner 1969 von Schäffern zu Pinggau kam.
Die Führung der Bezeichnung Marktgemeinde wurde am 11. Juni 1931 vom Steiermärkischen Landtag verliehen.

### Bevölkerungsentwicklung
| Pinggau: Einwohnerzahlen von 1869 bis 2024          | Pinggau: Einwohnerzahlen von 1869 bis 2024 | Pinggau: Einwohnerzahlen von 1869 bis 2024 | Pinggau: Einwohnerzahlen von 1869 bis 2024 | Pinggau: Einwohnerzahlen von 1869 bis 2024 |
| --------------------------------------------------- | ------------------------------------------ | ------------------------------------------ | ------------------------------------------ | ------------------------------------------ |
| Jahr                                                |                                            |                                            |                                            | Einwohner                                  |
| 1869                                                | 1869                                       |                                            | 2.386                                      | 2.386                                      |
| 1880                                                | 1880                                       |                                            | 2.324                                      | 2.324                                      |
| 1890                                                | 1890                                       |                                            | 2.321                                      | 2.321                                      |
| 1900                                                | 1900                                       |                                            | 2.330                                      | 2.330                                      |
| 1910                                                | 1910                                       |                                            | 2.620                                      | 2.620                                      |
| 1923                                                | 1923                                       |                                            | 2.697                                      | 2.697                                      |
| 1934                                                | 1934                                       |                                            | 2.854                                      | 2.854                                      |
| 1939                                                | 1939                                       |                                            | 2.842                                      | 2.842                                      |
| 1951                                                | 1951                                       |                                            | 2.887                                      | 2.887                                      |
| 1961                                                | 1961                                       |                                            | 2.867                                      | 2.867                                      |
| 1971                                                | 1971                                       |                                            | 3.031                                      | 3.031                                      |
| 1981                                                | 1981                                       |                                            | 3.063                                      | 3.063                                      |
| 1991                                                | 1991                                       |                                            | 3.141                                      | 3.141                                      |
| 2001                                                | 2001                                       |                                            | 3.075                                      | 3.075                                      |
| 2011                                                | 2011                                       |                                            | 3.096                                      | 3.096                                      |
| 2021                                                | 2021                                       |                                            | 3.142                                      | 3.142                                      |
| 2024                                                | 2024                                       |                                            | 3.094                                      | 3.094                                      |
| Quelle(n): Statistik Austria, Gebietsstand 1.1.2021 |                                            |                                            |                                            |                                            |

## Kultur und Sehenswürdigkeiten

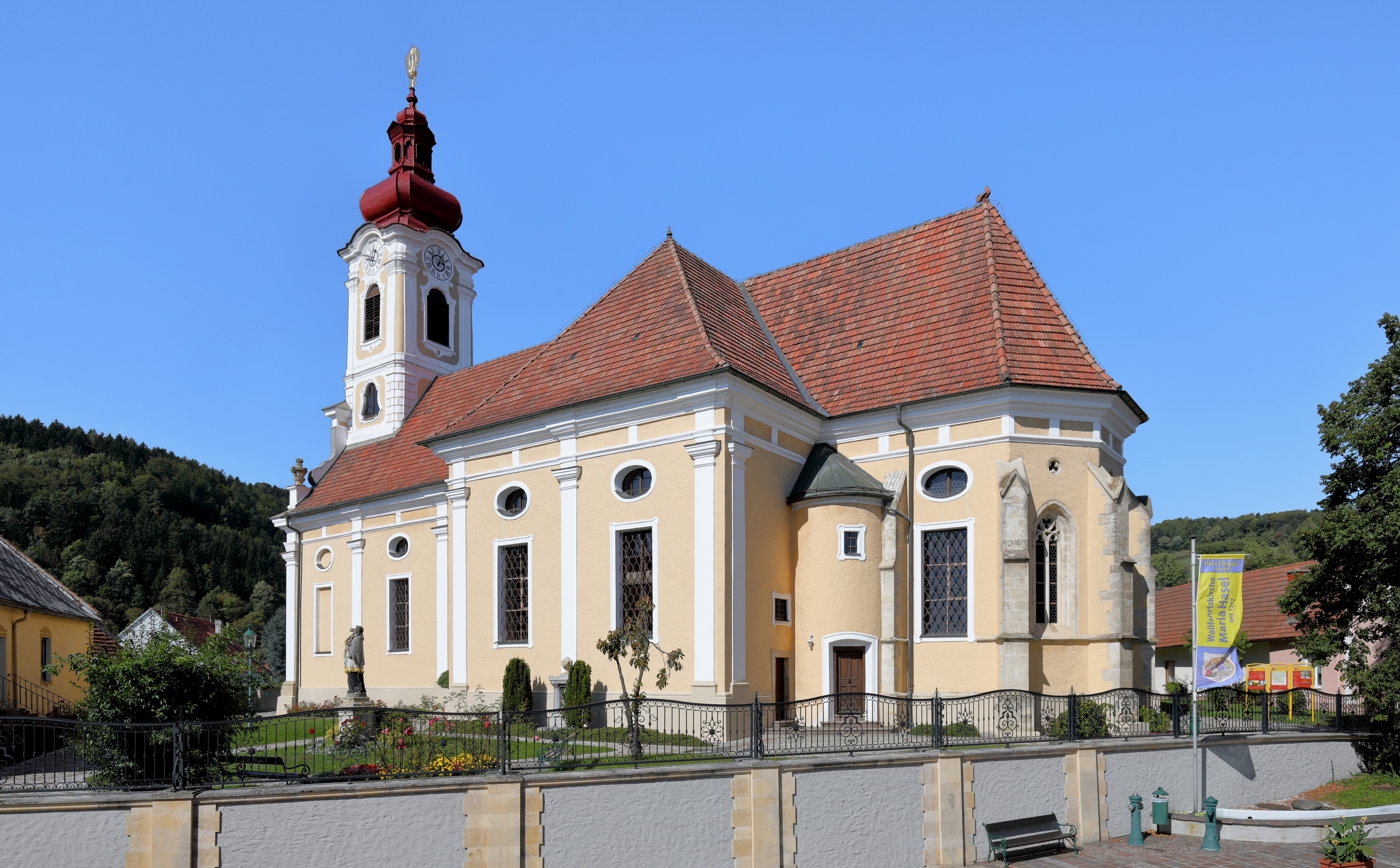
Pfarrkirche Pinggau – Wallfahrtskirche Maria Hasel

- Katholische Pfarrkirche Pinggau Schmerzhafte Gottesmutter – Wallfahrtsort Maria Hasel: Der Kirche wurde nach einer Legende benannt: Hirten sollen in einem Haselstrauch an der Pinka ein Marienbild gefunden haben. Dieses wurde später in die benachbarte Kirche gebracht, die 1377 erstmals erwähnt wurde und mit Fresken von Johann Cyriak Hackhofer ausgestattet ist. Neben der Kirche findet sich die 1698 erbaute Brunnkapelle mit einer steinernen Pietà aus dem Jahr 1717. Mit ihrer fließenden Heilquelle ist der Ort ein geistiger Kraftplatz für viele betende Menschen.[5]
- Musik: Die Marktmusikkapelle Pinggau wurde am 28. August 1932 gegründet. Der Höhepunkt des musikalischen Jahres ist das Frühjahrskonzert, musikalische Heimat des Vereins ist das im Sommer 2009 eröffnete „Haus der Musik“. Die Musikkapelle hat mit Stand 2020 ca. 60 Mitglieder.[6]

### Sport
- Der Naturbadesee wird jährlich im Frühjahr neu gefüllt. Zwei große Biotope reinigen das Wasser auf natürliche Weise.
- Im Jahr 1947 gründete Pinggau zusammen mit der Stadtgemeinde Friedberg den Fußballverein FC Pinggau/Friedberg.
- Durch die Gemeinde führt mit dem Ostösterreichischen Grenzlandweg ein österreichischer Weitwanderweg.

## Wirtschaft und Infrastruktur
Pinggau weist mit der Meisterfrost Tiefkühlkosterzeugungs-Gesellschaft m.b.H. und der BT-Watzke GmbH Kapselerzeugungsunternehmen zwei Unternehmen unter den zehn größten Produktionsbetrieben im Arbeitsmarktbezirk Hartberg auf.
- Die BT-Watzke GmbH ist ein Kapselerzeugungsunternehmen und beschäftigt im Süden von Pinggau mehr als 150 Mitarbeiter.
- Die Bleyle GmbH vertrieb als Nachfolgerin der 1988 insolventen Stuttgarter Firma Bleyle bis 2009 gestrickte Damenkleidung. Sie hat den Markennamen der Muttergesellschaft übernommen.
- Das im Ortsteil Sinnersdorf ansässige Familienunternehmen Meisterfrost Tiefkühlkosterzeugungs-Gesellschaft m.b.H. beschäftigt mehr als 200 Mitarbeiter.
- Bei Haideggendorf befindet sich eine Erdöl-Pumpstation der Adria-Wien-Pipeline. Durch das Gemeindegebiet verlaufen auch Trans-Austria-Gasleitungen.

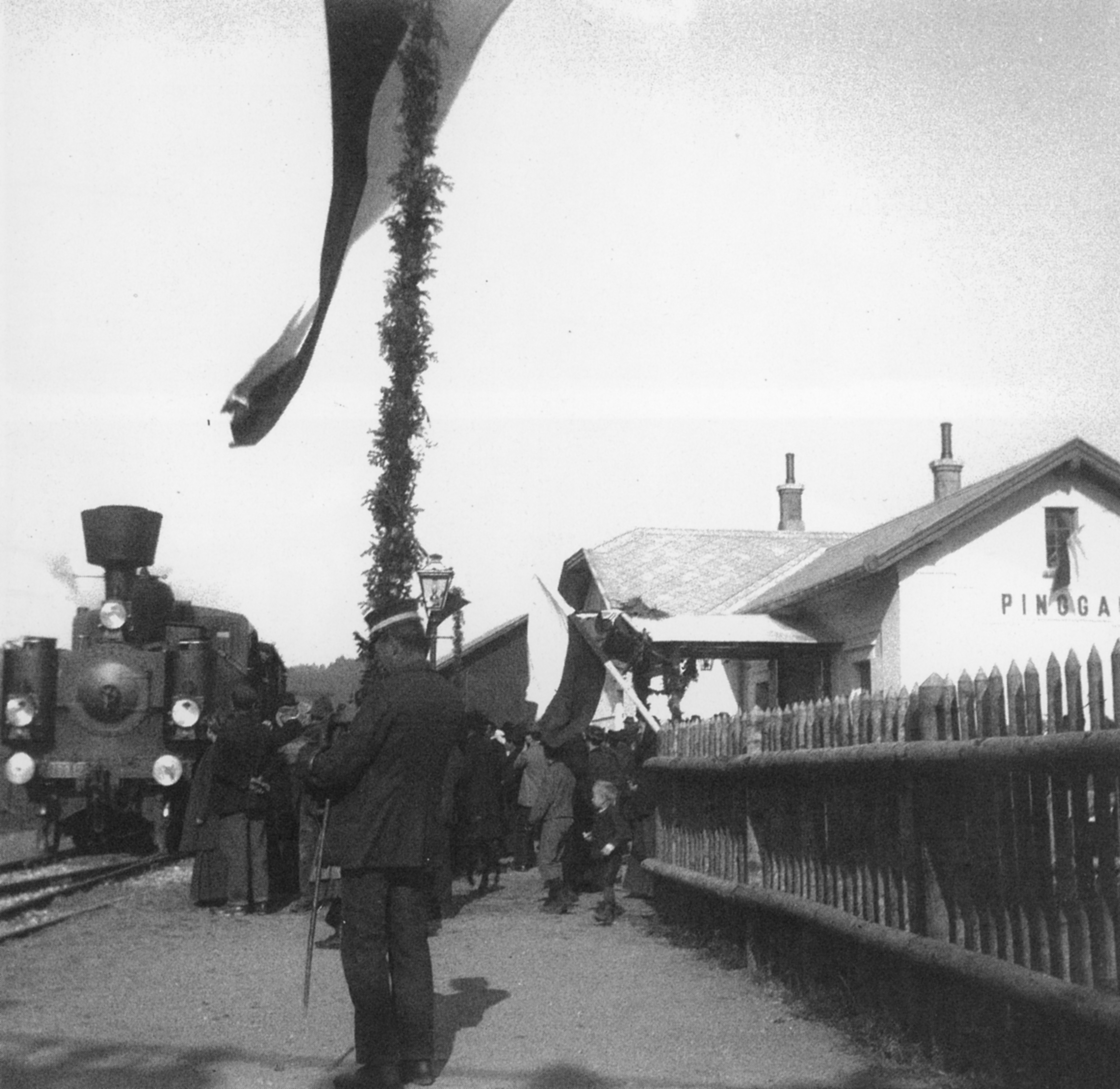
Eröffnung der Wechselbahn 1910.

### Verkehr
- Straße: Durch das Gemeindegebiet führt die Süd Autobahn A 2 von Wien nach Graz, die über die Anschlussstelle Pinggau / Friedberg (95) erreicht wird. Zudem kreuzen sich in Pinggau die im Gemeindegebiet gut ausgebaute Wechsel Straße B 54 von Wiener Neustadt nach Gleisdorf und die Steinamangerer Straße B 63 nach Pinkafeld und Oberwart.
- Bahn: Im Gemeindegebiet befinden sich fünf Eisenbahn-Haltepunkte. Die Haltepunkte Pinggau Markt und Tauchen-Schaueregg liegen an der Wechselbahn von Friedberg nach Wiener Neustadt. Die Strecke bietet zweistündliche Regionalzug-Verbindungen Wiener Neustadt und über die anschließende Thermenbahn nach Hartberg. Die Haltepunkte Pinggau Freizeitzentrum, Schäffernsteg und Sinnersdorf liegen an der 2011 für den Personenverkehr stillgelegten Pinkatalbahn Richtung Oberwart.
- Luftfahrt: Der Flughafen Graz und der Flughafen Wien-Schwechat sind jeweils ca. 100 km entfernt.

## Politik

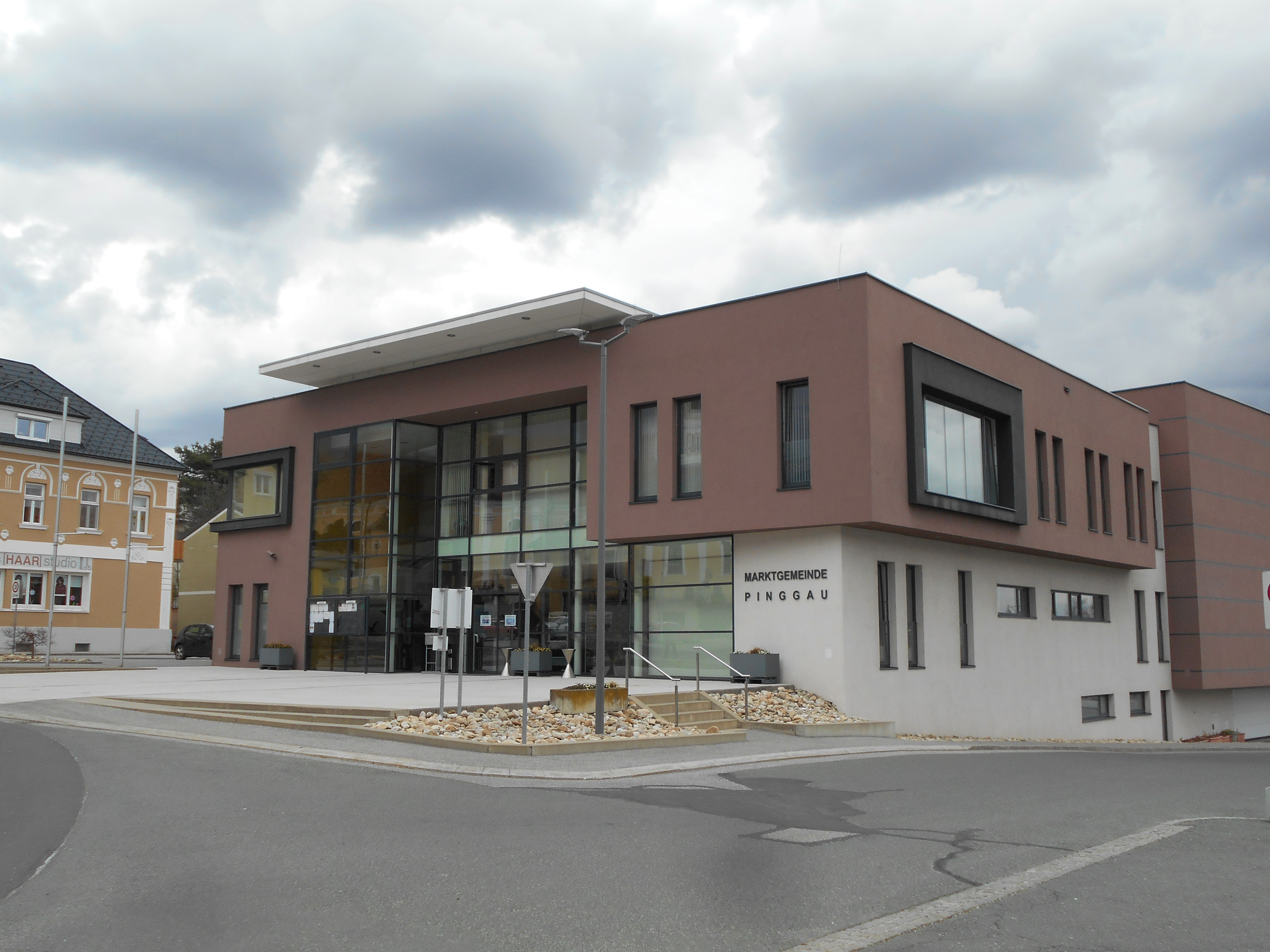
Gemeindeamt

### Gemeinderat
Der Gemeinderat hat 21 Mitglieder.
- Mit den Gemeinderatswahlen in der Steiermark 1990 hatte der Gemeinderat folgende Verteilung: 14 ÖVP, 5 SPÖ, und 2 FPÖ.
- Mit den Gemeinderatswahlen in der Steiermark 1995 hatte der Gemeinderat folgende Verteilung: 12 ÖVP, 7 SPÖ, und 2 FPÖ.
- Mit den Gemeinderatswahlen in der Steiermark 2000 hatte der Gemeinderat folgende Verteilung: 14 ÖVP, 5 SPÖ, und 2 FPÖ.
- Mit den Gemeinderatswahlen in der Steiermark 2005 hatte der Gemeinderat folgende Verteilung: 16 ÖVP, und 5 SPÖ.
- Mit den Gemeinderatswahlen in der Steiermark 2010 hatte der Gemeinderat folgende Verteilung: 17 ÖVP, 3 SPÖ, und 1 FPÖ.[8]
- Mit den Gemeinderatswahlen in der Steiermark 2015 hatte der Gemeinderat folgende Verteilung: 15 ÖVP, 5 SPÖ, und 1 FPÖ.[9]
- Mit den Gemeinderatswahlen in der Steiermark 2020 hat der Gemeinderat folgende Verteilung: 16 ÖVP, 4 SPÖ, und 1 FPÖ.[10]
- Mit den Gemeinderatswahlen in der Steiermark 2025 hat der Gemeinderat folgende Verteilung: 14 ÖVP, 4 SPÖ, und 3 FPÖ.

### Fusion
Eine Fusion der Gemeinden Pinggau und Friedberg, deren Ortskerne bereits seit Jahrzehnten einen geschlossenen Siedlungsraum bilden, scheiterte im Rahmen der Steiermärkischen Gemeindestrukturreform 2015.

### Bürgermeister
- 1999–2025 Leopold Bartsch (ÖVP)[12]
- seit 2025 Sebastian Wolf (ÖVP)

### Wappen
Das Wappen der Gemeinde Pinggau wird wie folgt beschrieben:

„Ein goldenes Schild, in dem auf einem goldenen Postamente die Szene der Beweinung des vom Kreuze abgenommenen Leichnams Christi dargestellt ist. Hinter dem Leichnam sitzend drei Heiligengestalten: in der Mitte die Mutter Gottes, zur Rechten der Apostel Johannes, zur linken Maria Magdalena. Die Mutter Gottes, bekleidet mit einem roten Gewande, einem blauen goldverbrämten Mantel, einem weißen Haupttuche und einem gleichfarbigen Halstuche, stützt mit ihrer rechten Hand den aufgerichteten Oberkörper des Leichnams Christi und hält dessen linken Arm mit ihrer linken Hand. Der heilige Johannes, angetan mit einem grünen Gewande mit goldenem Ärmelaufschlag und mit einem roten, goldverbrämten Mantel, stützt mit beiden Händen das Haupt Christi. Die heilige Maria Magdalena, bekleidet mit einem rotgrünen Gewande und den Kopf bedeckt mit einem weißen Tuche, hält in ihrer Rechten ein goldenes Salbölgefäß; ihr linker Arm ist aufgerichtet. Den Schild umgibt eine ornamentierte, bronzefarbene Randeinfassung.“

## Persönlichkeiten
- Alois Kremnitzer (* 1938), Bundesbeamter, Politiker und Abgeordneter zum Landtag von Niederösterreich
- Franz Riebenbauer (* 1946), Landwirt, Politiker und Abgeordneter zum Landtag
- Hans-Peter Schuh (* 1956): Trompeter der Wiener Philharmoniker und ordentlicher Universitätsprofessor an der Universität für Musik und darstellende Kunst Graz.[14]
- Gernot Ymsén-Kerschbaumer (* 1983): Orientierungsläufer[15]